# Alluaudomyia albopicta
Alluaudomyia albopicta är en tvåvingeart som först beskrevs av Ingram och John William Scott Macfie 1922.  Alluaudomyia albopicta ingår i släktet Alluaudomyia och familjen svidknott.
Artens utbredningsområde är Ghana. Inga underarter finns listade i Catalogue of Life.